# Escudo de Rasines
El escudo de Rasines es uno de los símbolos del ayuntamiento de Rasines (Cantabria), junto a su bandera. Dicho escudo queda organizado de la manera siguiente: escudo cortado; 1º de plata de árbol verde; 2º de gules, un bezante de oro cargado de una maza y un cincel de cantero, ambos de sable. Se timbra con la corona real de España.
El escudo fue adoptado en sesión plenaria ordinaria celebrada por el ayuntamiento el día 8 de junio de 1999 siendo autorizada por el Consejo de Gobierno de Cantabria el día 5 de octubre de 2000, previo informe favorable emitido por la Real Academia de la Historia con fecha 30 de junio de 2000.